# Марко Аврамович
Марко́ Аврамович (нар. невідомо — пом. серпень 1713) — міщанин або купець і меценат Гетьманщини. За легендою мав єврейського походження. Засновник козацького старшинського роду Марковичів (Маркевичей), тесть гетьмана Івана Скоропадського.

## Біографія
Про життя Марка Аврамовича відомостей вкрай мало. Є поширена легенда про те, що він був єврейського походження і був чи то міщанином чи купцем. Відомий український генеалог Вадим Модзалевський у своєму «Малоросійському родословнику» вказував, що Марко Аврамович поселився у другій половині XVII століття у Прилуках і називав його «орендарем» пирятинським у 1683—1685 роках. В подальшому Марко, за Модзалевським, став «обивателем» Прилук (у XVII—XVIII століттях — шляхтич Речі Посполитої). Пізніше, 1701 року, — «славетний обиватель Прилуцький».
Марко Аврамович відомий також як меценат. Модзалевський писав, що він був ктитором (тобто особою, що видала гроші на будівництво чи оздоблення храму) церкви Пречистої Святої у Прилуках 1705 року. На початку XIX століття на місці старої дерев'яної Пречистої церкви та церкви Різдва Пресвятої Богородиці було збудовано великий мурований Собор Різдва Богородиці.
З архівних джерел відомо, що 5 (16) жовтня 1705 року Марко Аврамович продав ліс прилуцькому полковнику Дмитру Горленку. У 1709 році отримав універсал від гетьмана Івана Скоропадського (який був також його зятем після шлюбу з донькою, Настею) на села Велика Дівиця та Мала Дівиця. Сам же Марко Аврамович жив у селі Великі Сорочинці неподалік Прилук (нині входять до складу Великосорочинської ОТГ Миргородського району Полтавської області).
Помер у серпні 1713 року. Тіло було поховано на території Густинського жіночого монастиря. По смерті Марка села Велика і Мала Дівиця були передані у власність Гамаліївського монастиря.

## Родина

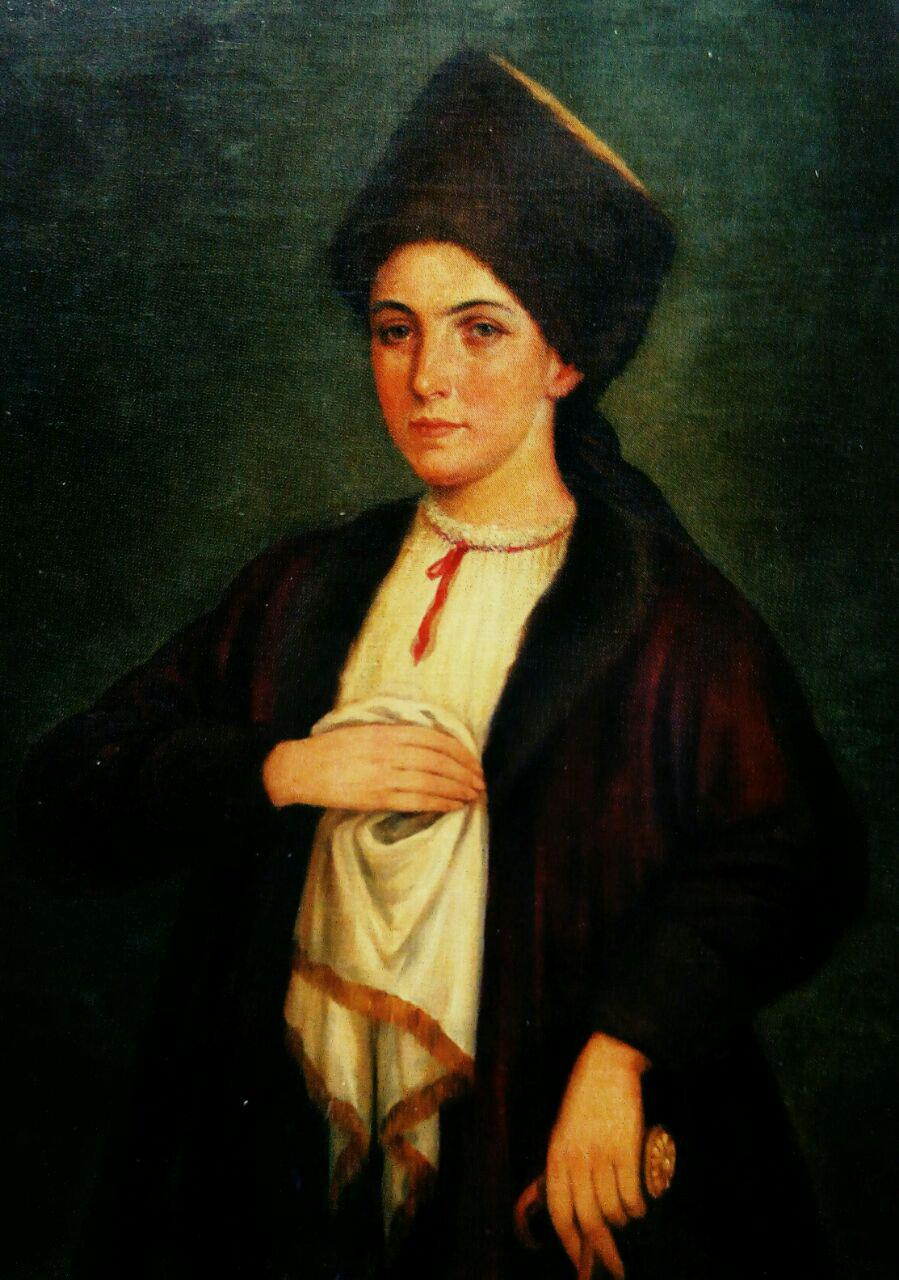
Донька Марка, Настя. Відома також як «Настя-гетьманиха», вдова Костянтина Голуба та дружина гетьмана Івана Скоропадського

Родина Марковичів (Маркевичей) — козацько-старшинський, а згодом російський дворянський рід міщанського єврейського походження. Першою дружиною Марка Аврамовича була Олена[джерело?] Григорівна Маркович (Корнієнко-Огранович), що походила з родини Ограновичів, донька прилуцького війта Григорія Корнієнка-Ограновича. Ім'я другої дружини Марка невідомо точно. Модзалевський писав, що її по-батькові «Аврамівна» і у шлюбі її прізвисько було «Бендичка». Всього в Марка Аврамовича було вісім дітей (троє синів і п'ять доньок):
- Анастасія Маркович (Голуб, Скоропадська) — донька Марка, у першому шлюбі була за генеральним бунчужним Костянтином Голубом, а в другому — за гетьманом Іваном Скоропадським. В останньому шлюбі відома за прізвиськом «Настя-гетьманиха» або за прикозкою «Іван носить плахту, а Настя — булаву».[1]
- Андрій Маркович (нар. бл. 1674 — пом. 23 січня (3 лютого) 1747[3]) — старший син Марка, відомий як державний діяч Гетьманщини. Був прихильником Іван Мазепи[1], потім перейшов на бік Московії і брав участь у Батуринській різанині на стороні московитів. Завдяки родинним відносинам зі Скоропадським і лояльності московському царю, посідав різноманітні старшинські посади: з 1708 року як військовий товариш, глухівський сотник у 1709—1714 роках, лубенський полковник у 1714—1727 роках, генеральний підскарбій у 1729—1740 роках, з 1740 року у відставці у ранзі генерального обозного. Мав у Гетьманщині маєтності, відзначався великими здирствами, що викликало чимало невдоволення.[3]
- Федір Маркович (або Маркевич) (невідомо—1737(1738)) — син Марка, бунчуковий товариш, сотник полкової прилуцької сотні.[1]
- Іван Маркович (нар. невідомо — пом. 19 (30) жовтня 1724) — син Марка, сотник полкової прилуцької сотні у 1709—1719 роках і полковий суддя у 1719—1724 роках.
- Параскева Маркович (Якубович) — донька Марка, одружилась з бунчуковим товаришем Дем'яном Якубовичем, журавським сотником у 1711—1713 роках.
- Пелагея Маркович (Кондзеровська) — донька Марка, одружилась з «маршалком двору гетьманського» Андірєм Кондзеровським.
- Марина Маркович (Імшенецька) — донька Марка, одручилась з протопопом (настоятелем) з містечка Лохвиця на Полтавщині. Там же і жила. З 4 15 червня до 2 (13) вересня 1736 року знаходилась під арештом у Глухові «за брехливими показаннями шпигуна, що вона сестра Орлика».
- Ірина Маркович (Миклашевська) — донька Марка, одружилась з бунчуковим товаришем Степаном Миклашевським.[3]